# Нейрогуморальная регуляция
Нейрогумора́льная регуля́ция (от греч. neuron — нерв и лат. humor — жидкость) — одна из форм физиологической регуляции в организме человека и животных, при которой нервные импульсы и переносимые кровью и лимфой вещества (метаболиты, гормоны, а также другие нейромедиаторы) принимают совместное участие в едином регуляторном процессе.
Высшие центры нейрогуморальной регуляции находятся в гипоталамусе, а возникающее в коре головного мозга возбуждение передаётся через его подкорковые элементы посредством крови и лимфы в различные участки организма человека и животных.
Нейрогуморальная регуляция выполняет основную роль в гомеостазе, то есть в поддержании постоянства внутренней среды организма и приспособления его функционирования к меняющимся условиям внешней среды.
Одним из примеров нейрогуморальной регуляции может служить временное усиление организма в экстремальных ситуациях, когда «стрессовые» нервные импульсы из головного мозга передаются надпочечникам, а те выбрасывают в кровь гормон адреналин, который, в результате последующего многозвенного процесса, производит дополнительную стимуляцию мышц тела человека или животного.
Или, проще говоря, нервная система передает сигналы в виде нервных импульсов, а эндокринная система при этом высвобождает гормональные вещества, которые переносятся кровью к органам.